# Vida salvaje (película)
Vida salvaje (en francés: Vie sauvage) es una película dramática francesa de 2014 dirigida por Cédric Kahn es una adaptacción del libro de 2010 Hors système, onze ans sous l'étoile de la liberté de Xavier Fortin, Okwari Fortin, Shahi'Yena Fortin y Laurence Vidal. El film consiguió elPremio especial del jurado del Festival de San Sebastián de 2014. En enero de 2015, la película recibió tresnominaciones de los Premios Lumière.

## Argumento
A pesar de perder la custodia de sus hijos, Philippe Fournier consigue llevarse a sus hijos para vivir clandestinamente y con identidades falsas, pero nómadas, libres y en comunión absoluta con la naturaleza. Cuentan con la solidaridad de la gente con las que se cruzan en su camino, y se alimentan de la felicidad que proporciona vivir al margen de la ley. 

## Reparto
- Mathieu Kassovitz como Paco
- Céline Sallette como Nora
- David Gastou como Tsali Fournier
- Sofiane Neveu como Okyesa Fournier
- Romain Depret como Tsali Fournier
- Jules Ritmanic como Okyesa Fournier
- Jenna Thiam como Céline
- Tara-Jay Bangalter como Thomas
- Amandine Dugas como Clara
- Michaël Dichter como Gaspard
- Brigitte Sy como Geneviève
- Julien Thiou como Clovis
- Judith Simon como Dom